# ملعب رفح البلدي
يقع ملعب رفح البلدي في مدينة رفح بقطاع غزة. وقد تأسس في العام 1953. وهو ملعب معشب يتسع لحوالي 5000 متفرج.
تم تعشيب الملعب عام 2004 على نفقة بلدية رفح. وهو الملعب الرئيسي لأندية رفح الثلاثة شباب رفح وخدمات رفح وجماعي رفح.
يعتبر أول ملعب يتم انشاؤة في مدينة رفح. وأفضل ملاعب قطاع غزة حاليا بعد ملعب اليرموك من حيث السعة القانونية وأيضا جوده أرضيه الملعب. تم قصف الملعب من قبل الجيش الإسرائيلي عام 2009 وتضرر أحد مدرجاته. إلا أنه تم إعادة إعماره في 2019 و تم تعشيب أرضيته بالعشب الصناعي. حيث إنه استضاف إياب نهائي كأس دولة فلسطين بين خدمات رفح وشباب بلاطة لتكون أول مباراة رسمية تلعب على أرضيته بعد إعادة تأهيله.